# Beyond Twilight
Beyond Twilight est un groupe de metal progressif danois, originaire de Horsens. Le groupe met un terme à ses activités en 2008 pendant une durée encore indéterminée.

## Biographie
Formé par Finn Zierler, l'histoire de sa création remonte dans les années 1990 où il forme Twilight, un groupe de heavy metal mélodique légèrement progressif. Le groupe comprend initialement Anders Engbert (chant), Jan Strandh (guitare) et Micke Därth (guitare) rejoints par Kim Mikkelsen (basse) et Tomas Fredén (batterie). En 1992, le groupe enregistre sa première démo The Edge. En 1994 sort le single Sail Away, puis le premier album studio du groupe, Eye for an Eye, vendu à plus de 25 000 exemplaires en Europe. À cette période, ils ont tous 18 ans ou moins. L'album est produit par Kai Hansen (Helloween, Pretty Maids, Heaven's Gate). 
En 1999, Finn décide de pousser son style musical dans une autre dimension, et enterre Twilight. Le nouveau groupe aura pour nom Beyond Twilight. Pour son inspiration il s'exile en Afrique, dans le désert du Sahara puis dans les montagnes de l'Atlas et compose les chansons de son futur album. Il revient alors en Scandinavie pour former le groupe qui réunira de nombreux talents dont le chanteur Jørn Lande (ARK). Le groupe signe au label Massacre Records, et publie son premier album studio, The Devil's Hall of Fame, le 23 juillet 2001.
Jørn Lande, alors trop occupé avec son nouveau groupe Masterplan, est remplacé par Kelly Sundown Carpenter, qui arrive au bon moment puisqu'à cette époque, Beyond Twilight s'apprête à sortir l'album progressif de l'année, Section X (2005). Un an plus tard, en 2006, accompagné d'un nouveau chanteur, Björn Jansson, Beyond Twilight compose une pièce maitresse de 37 minutes environ qui forme l'album-concept For the Love of Art and the Making. Cette unique chanson est découpée en 43 pistes, et le groupe précise qu'il faut écouter l'album en « aléatoire » car toutes les pistes s'imbriquent les unes dans les autres, un moyen de découvrir plusieurs facettes de cette histoire.
En 2012, Finn Zierler refait surface avec un nouveau groupe appelé Zierler Projects, par la suite abrégé Zierler. La formation comprend l'ancien chanteur de Beyond Twilight, Kelly Sundown Carpenter (Firewind, Darkology, Outworld), le guitariste Per Nilsson (Scar Symmetry, Kaipa), le batteur Bobby Jarzombek (Fates Warning, Halford, Spastic Ink), et le bassiste et chanteur Truls Haugen (Circus Maximus, Insense). Ils annoncent un album pour 2013, sous le titre de ESC, qui n'est finalement pas publié avant fin 2015.